# 1940 (numero)
Millenovecentoquaranta (1940) è il numero naturale dopo il 1939 e prima del 1941.

## Proprietà matematiche
- È un numero pari.
- È un numero composto da 12 divisori: 1, 2, 4, 5, 10, 20, 97, 194, 388, 485, 970, 1940. Poiché la somma dei suoi divisori (escluso il numero stesso) è 2176 > 1940, è un numero abbondante.
- È un numero palindromo nel sistema posizionale a base 3 (2122212).
- È un numero congruente.
- È un numero semiperfetto in quanto pari alla somma di alcuni (o tutti) i suoi divisori.
- È un numero malvagio.
- È parte delle terne pitagoriche (176, 1932, 1940), (372, 1904, 1940), (1164, 1552, 1940), (1300, 1440, 1940), (1455, 1940, 2425), (1940, 2037, 2813), (1940, 4656, 5044), (1940, 9309, 9509), (1940, 9603, 9797), (1940, 18768, 18868), (1940, 37611, 37661), (1940, 47025, 47065), (1940, 94080, 94100), (1940, 188175, 188185), (1940, 235221, 235229), (1940, 470448, 470452), (1940, 940899, 940901).

## Astronomia
- 1940 Whipple è un asteroide della fascia principale del sistema solare.

## Astronautica
- Cosmos 1940 è un satellite artificiale russo.